# Neostigmina
A nNeostigmina é um colinomimético inibindo reversivelmente a enzima acetilcolinesterase. Foi sintetizada pela primeira vez em 1931 por Aeschlimann e Reinert.

## Farmacologia
Por interferir na degradação de acetilcolina, a neostigmina estimula indiretamente os receptores nicotínicos e muscarínicos. Diferente da fisostigmina, a neostigmina possui um nitrogênio quartenário, portanto é mais polar e não consegue chegar ao Sistema Nervoso Central, e o efeito nos músculos esqueléticos é maior que o da fisostigmina. A neostigmina possui curta duração de ação, normalmente de 30 minutos a 2 horas. A Neostigmina se liga ao sítio aniônico da acetilcolinesterase. A droga se liga ao sítio da enzima impedindo a quebra de acetilcolina  e consequentemente aumentando a concentração desta.

## Usos clínicos
É usada para aumentar o tônus muscular em pessoas com miastenia gravis e rotineiramente, na recuperação pós-anestésica para reverter o efeito dos bloqueadores musculares não-despolarizantes como rocurônio e vecurônio. Seu uso na pós-anestesia é acompanhado com a administração conjunta de Atropina, para reverter os efeitos da estimulação do sistema nervoso parassimpático causado pelo agonismo dos receptores muscarínicos.
Pode ser usada para a retenção urinária, causada pela anestesia geral.
Outras indicações para o uso incluem a Síndrome de Ogilvie, na qual há uma pseudo-obstrução crítica do cólon.
A neostigmina pode causar bradicardia que pode ser revertida com o uso de atropina ou glicopirrolato